# Hapalogenys analis
Hapalogenys analis és una espècie de peix pertanyent a la família dels hemúlids.

## Descripció
- Pot arribar a fer 10,6 cm de llargària màxima.
- 12 espines i 16-16 radis tous a l'aleta dorsal i 3 espines i 10 radis tous a l'anal.[5][6]

## Hàbitat
És un peix marí, bentopelàgic i de clima tropical.

## Distribució geogràfica
Es troba al Pacífic nord-occidental: des del sud del Japó fins a la costa meridional de la península de Corea, el mar de la Xina Oriental, Taiwan i Hong Kong.

## Observacions
És inofensiu per als humans.